# Katrineholms VK
Katrineholms VK est un club suédois de volley-ball fondé en 1977 et basé à Katrineholm, évoluant pour la saison 2014-2015 en Elitserien.

## Palmarès
- Championnat de Suède (3)
  - Vainqueur : 2002, 2010, 2011, 2013
  - Finaliste : 2001, 2003, 2009.

## Effectifs

### Saison 2014-2015
Entraîneur :  Daiva Simokaitienė